# Defendente Ferrari

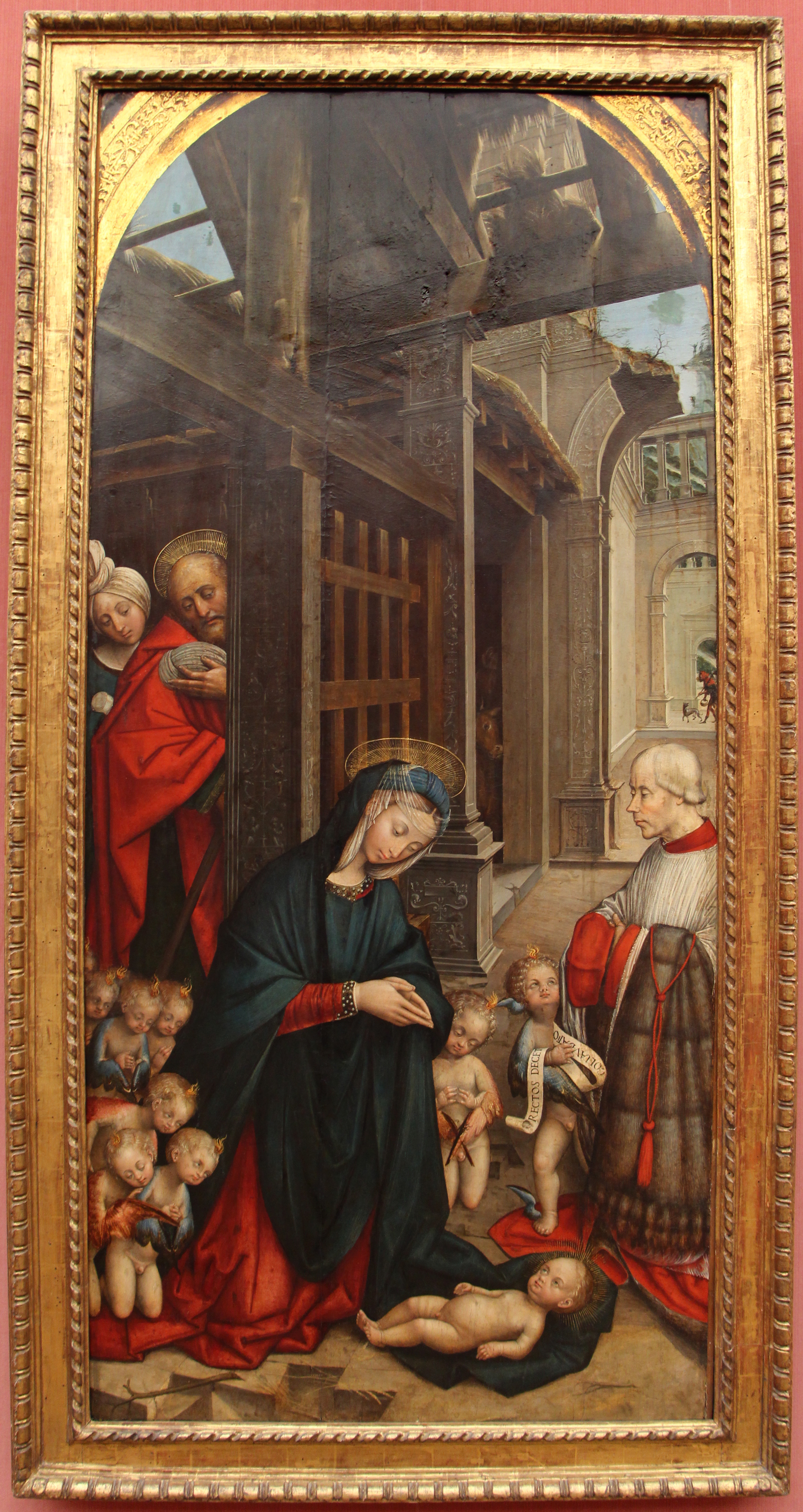
Adorazione del bambino, 1511, Gemäldegalerie, Berlino

Defendente Ferrari (Chivasso, fra il 1480 e il 1485 – Torino, 1540 circa) è stato un pittore italiano attivo soprattutto nel Piemonte occidentale.

## Biografia

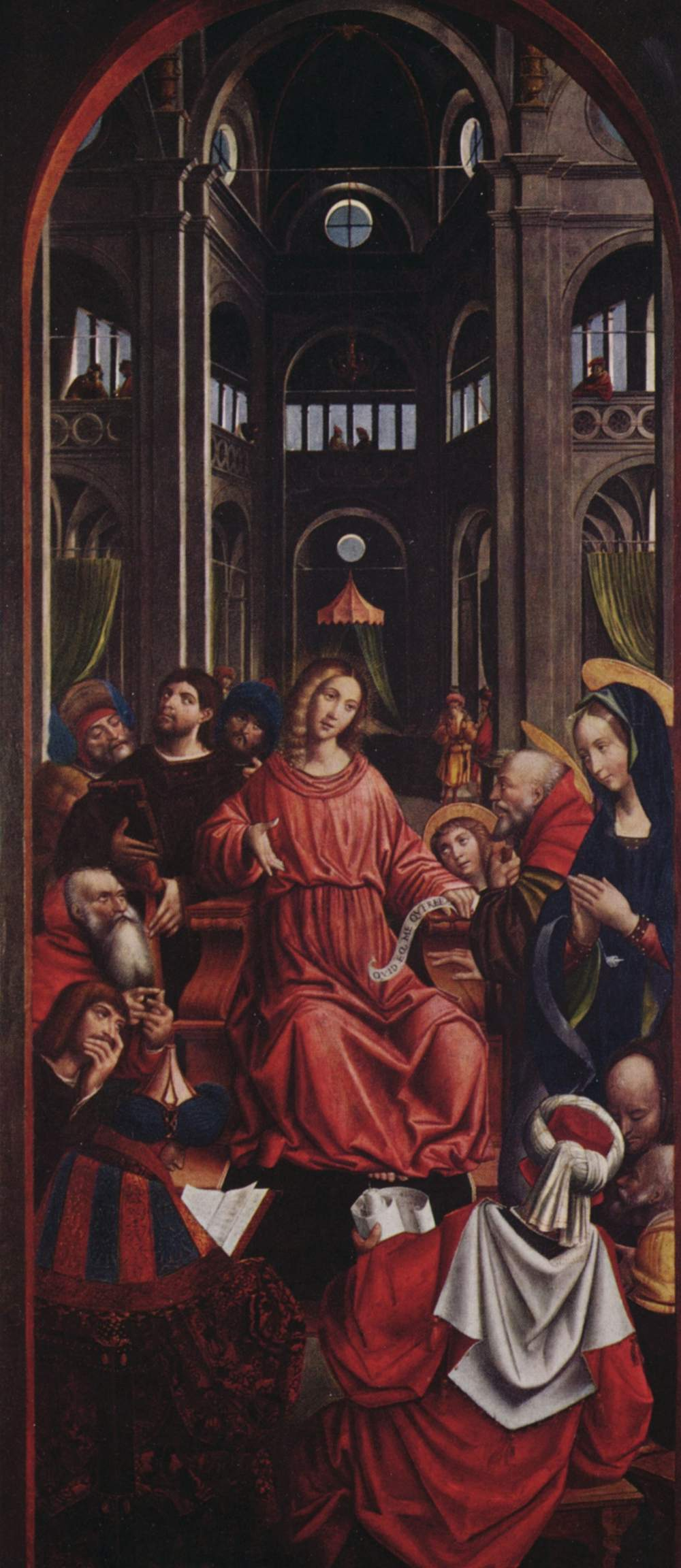
Disputa di Cristo al tempio, Staatsgalerie, Stoccarda

Si formò nella bottega di Giovanni Martino Spanzotti dopo il suo insediamento in Chivasso nel 1502, ed ebbe notevole successo come autore di polittici e di pale sacre, incontrando con il suo stile, ricco di preziosismi decorativi e di colori smaltati, derivati in ampia misura dalla tradizione nordica, il favore di una larga committenza ecclesiastica nel Piemonte occidentale sino al termine della sua attività (ca 1535).
Le sue prime opere di rilievo nascono verosimilmente da una qualche forma di collaborazione con il suo maestro G. M. Spanzotti (Polittico Calzolai e Battesimo nel Duomo di Torino). Ne è derivata, sui rispettivi contributi dei due pittori, una disputa interpretativa ancora non completamente risolta. In opere come il Trittico della Sacra di San Michele (1507) o nella Natività di Avigliana (1511) Defendente Ferrari mostra già un proprio stile che accondiscende ad un gusto goticheggiante che persiste con successo in terra di Piemonte.
La sua abilità miniaturistica, ricca di lezioni fiamminghe, e la sua indubbia capacità narrativa sono rinvenibili soprattutto nelle predelle dei polittici. Il Ferrari si distingue per la qualità del disegno, per le luci ed il cromatismo peculiari.
Testimonianze importanti della sua opera si trovano nei musei piemontesi (Polittici di sant'Ivo e di santa Barbara alla Galleria sabauda di Torino; san Gerolamo penitente nel Museo Civico d'Arte Antica di Torino; il Polittico di Bianzè al Museo Borgogna di Vercelli). Sportelli di polittici smembrati sono presenti in numerosi musei italiani, europei e statunitensi. Da ricordare sono anche le due tavole raffiguranti la Madonna col Bambino e Santi conservate nella sacrestia del Duomo di Ivrea.
Tra le opere ancora rimaste nelle chiese per le quali furono costruiti vanno menzionati almeno quelle poste nel Duomo di Chivasso, nella chiesa di San Giovanni in Avigliana e nella abbazia di Sant'Antonio di Ranverso.

## Opere
- Madonna del Buon Consiglio, tempera su tavola, Savona, Chiesa di Sant'Andrea Apostolo.
- Santa Caterina, 1500-1501 ca, tempera su tavola, Torino, Museo Civico d'Arte Antica.
- Madonna col Bambino fra i santi Bernardo d'Aosta, Giovanni Battista, Bartolomeo e Cristoforo, 1500-1505 ca, olio su tavola, Biella, Museo del Territorio Biellese.
- San Francesco e donatrice, 1501 ca, tempera su tavola, 86,5 × 68,8 cm, Torino, Museo Civico d'Arte Antica.
- Trittico della Vergine col Bambino, San Michele Arcangelo e San Giovanni Vincenzo che presenta il committente, Urbano di Miolans, 1503-1522 ca, tempera su tavola, chiesa abbaziale della Sacra di San Michele in Val Susa.
- Sbarco di Maria Maddalena a Marsiglia, 1504-1513 ca, tempera su tavola, 168,5 × 90 cm, Torino, Museo Civico d'Arte Antica.
- Sposalizio della Vergine, 1504-1515 ca, tempera su tavola, 177 × 95,5 cm, Torino, Museo Civico d'Arte Antica.
- San Giovanni Battista, 1505-1510 ca, tempera su tavola, 93,2 × 67,8 cm, Torino, Museo Civico d'Arte Antica.
- Sant'Ivo e due devoti, 1506-1510 ca, tempera su tavola, 93,2 × 67,8 cm, Torino, Museo Civico d'Arte Antica.
- Angelo portacroce, 1509 ca, olio su tavola, Torino, Museo Civico d'Arte Antica.
- San Gerolamo in orazione, 1509 ca., Milano, Pinacoteca di Brera
- Madonna con Bambino, olio su tavola, Firenze, Palazzo Pitti, Galleria Palatina.
- Martirio di san Sebastiano, 1510 ca, tempera su tavola, 37,3 × 103 cm, Torino, Museo Civico d'Arte Antica.
- Natività, 1510 ca, tempera su tavola, 33,5 × 52,7 cm, Torino, Museo Civico d'Arte Antica.
- Fuga in Egitto, 1510 ca, tempera su tavola, 33,7 × 52,3 cm, Torino, Museo Civico d'Arte Antica.
- Natività notturna, 1510, tempera su tavola, 48 × 38 cm, Torino, Museo Civico d'Arte Antica.
- Adorazione del Bambino tra santi, 1511, tempera su tavola, 190 × 116 cm, Avigliana, Chiesa di San Giovanni.
- Adorazione del Bambino con un donatore, 1511, tempera su tavola, 176 × 82,5 cm, Berlino, Staatliche Museen, Gemäldegalerie.
- Cristo in casa di Marta e Maria, 1511-1515 ca, olio su tavola, 155 × 76,2 cm, Denver, Art Museum.
- Circoncisione / Deposizione nel sepolcro, predella / Storie di Sant'Antonio da Padova, quattro tavole di predella, 1513, Cuneo, Museo Civico.
- Allegoria con Cristo e nove santi, 1515-1520 ca, tempera su tavola, Torino, Museo Civico d'Arte Antica.
- Assunzione tra i Santi Martino e Giovanni Battista, 1516, Cirié, Confraternita del Santo Sudario
- Crocifissione, 1518-1523 ca, tempera su tavola, Torino, Museo Civico d'Arte Antica.
- Pala con la Madonna in Trono, Bambino e i Santi, 1518-1526 ca, tempera su tavola, 220 x 140 cm, chiesa abbaziale della Sacra di San Michele in Val Susa.
- Crocifissione con Santi 1523 ca, tempera su tavola, 235 x 138 cm Savigliano,Museo civico "Antonino Olmo"
- Tavole con San Lazzaro / San Gerolamo / Sant'Ivo/ Sant'Agostino / la Disputa di Cristo al tempio, (tavole facenti parte verosimilmente di un polittico), 1518, Embrun, Museo della Parrocchiale
- Madonna del Popolo tra i Santi Agostino e Nicola da Tolentino, 1519, Cirié, chiesa di San Giovanni.
- Adorazione del Bambino con Santa Chiara e clarisse,1519, tempera su tavola, Ivrea, Sacrestia del Duomo
- Adorazione dei Magi, 1520 ca, olio su tavola, 103 × 73 cm, Los Angeles, J. Paul Getty Museum.
- San Gerolamo penitente, 1520, tempera su tavola, 67,5 × 52,5 cm, Torino, Museo Civico d'Arte Antica.
- Vergine Annunziata, 1520, tempera su tavola, 73 × 62 cm, Torino, Museo Civico d'Arte Antica.
- Angelo annunziante, 1520, tempera su tavola, 72 × 63 cm, Torino, Museo Civico d'Arte Antica.
- Adorazione del Bambino, 1521 ca, tempera su tavola, 120 × 79,2 cm, Torino, Museo Civico d'Arte Antica.
- Adorazione del Bambino con il Beato Warmondo e donatore, 1521, Ivrea, Sacrestia del Duomo
- Trittico con l'Adorazione del Bambino, al centro e ai lati Santa Lucia e Sant'Agata , 1521, Feletto Canavese, Parrocchiale dei Santi Pietro e Paolo
- Crocefissione, 1522-1523 ca., Pavia, Pinacoteca Malaspina
- Trittico con l'Adorazione dei Magi al centro e ai lati l'Adorazione del Bambino e il Compianto su Cristo morto, 1523, Torino, Galleria Sabauda.
- Adorazione dei Magi, 1524 ca., Leinì, chiesa parrocchiale dei santi Pietro e Paolo
- Madonna col Bambino e san Giovanni Battista e Giovanni Evangelista, 1525 ca, olio su tavola, 91 × 60 cm, Wisconsin, Chazen Museum of Art.
- San Pantaleone e donatore, 1525 ca, tempera su tavola, 166,5 × 92 cm, Torino, Museo Civico d'Arte Antica.
- Presentazione al tempio, 1525-1530 ca, tempera su tavola, 209,5 × 140 cm, Torino, Museo Civico d'Arte Antica.
- Incoronazione della Vergine con Annunciazione nelle due predelle, 1525-1530 ca, tempera su tavola, Torino, Museo Civico d'Arte Antica.
- Madonna con Bambino, 1526, olio su tavola, 56 × 37 cm, Amsterdam, Rijksmuseum.
- Disputa di Cristo fra i dottori, 1526, olio su tavola, 209 × 93 cm, Stoccarda, Staatsgalerie.
- Madonna, sant'Anna, il Bambino e due angeli, 1528, olio su tavola, Amsterdam, Rijksmuseum.
- Santa Margherita e Cristo giardiniere, 1630 ca, tempere su tavola, 207,5 × 107 cm ciascuno, Torino, Museo Civico d'Arte Antica.
- San Pietro, 1530 ca, olio su tavola, Torino, Museo Civico d'Arte Antica.
- Santa Lucia, 1530 ca, olio su tavola, Torino, Museo Civico d'Arte Antica.
- San Lorenzo, 1530 ca, olio su tavola, Torino, Museo Civico d'Arte Antica.
- San Michele arcangelo sconfigge il demonio, 1530 ca, tempera su tavola, 206,5 × 107 cm, Torino, Museo Civico d'Arte Antica.
- Polittico di san Gerolamo, con San Giovanni Battista, San Giacomo e San Giorgio e un santo guerriero negli sportelli laterali, Angelo Annunziante e Vergine Annunziata nei tondi, 1530-1535 ca, tempera su tavola, pannello centrale: 132 × 46 cm, pannelli laterali: 133 × 47 cm, Torino, Museo Civico d'Arte Antica.
- Trittico della Madonna della Mercede o dei Santi Crispino e Crispiniano 1530-1535 ca, tempera su tavola, pannello centrale raffigurante la Madonna in trono col bambino, Avigliana, Chiesa di San Giovanni.
- Polittico con l'Adorazione del Bambino al centro e ai lati i Santi Antonio Abate, Sebastiano, Rocco e Bernardino da Siena, Buttigliera Alta, chiesa della precettoria di Sant'Antonio di Ranverso
- Presentazione di Cristo al tempio, 1540 ca, tempera su tavola, 37 × 69 cm, Torino, Museo Civico d'Arte Antica.
- Madonna del popolo, tempera su tavola, Caselle Torinese, sede comunale.

## Alcuni musei che conservano opere dell'artista
- Pinacoteca dell'Accademia Albertina di Torino.
- Palazzo Madama di Torino.
- Galleria Sabauda di Torino.
- Museo Civico d'Arte Antica di Torino.
- Accademia Carrara di Bergamo.
- Pinacoteca di Brera di Milano.
- Pinacoteca Malaspina di Pavia
- Museo Francesco Borgogna di Vercelli.
- Museo del Territorio Biellese di Biella.
- Museo Civico "A. Olmo"  di Savigliano
- Uffizi di Firenze
- Galleria Palatina di Firenze
- Getty Museum di Los Angeles
- Rijksmuseum di Amsterdam

## Altri collegamenti
- Ottaviano Cane
- Gaudenzio Ferrari
- Martino Spanzotti
- Gerolamo Giovenone